# Cape St. George
Die USS Cape St. George (CG-71) ist ein Lenkwaffenkreuzer der Ticonderoga-Klasse.

## Geschichte
Die USS Cape St. George wurde 1988 bei Ingalls Shipbuilding in Auftrag gegeben und dort 1990 auf Kiel gelegt. Der Stapellauf erfolgte am 10. Januar 1992 und die Taufe führte Mrs. Doris Hekman am 11. April 1992 durch. Nach 14 Monaten wurde der Kreuzer bei der United States Navy in Dienst gestellt. Der Name des Schiffes leitet sich von der Schlacht bei Kap St. George im Zweiten Weltkrieg ab, bei der Zerstörer der Navy unter Captain Arleigh Burke japanische Zerstörer besiegten.

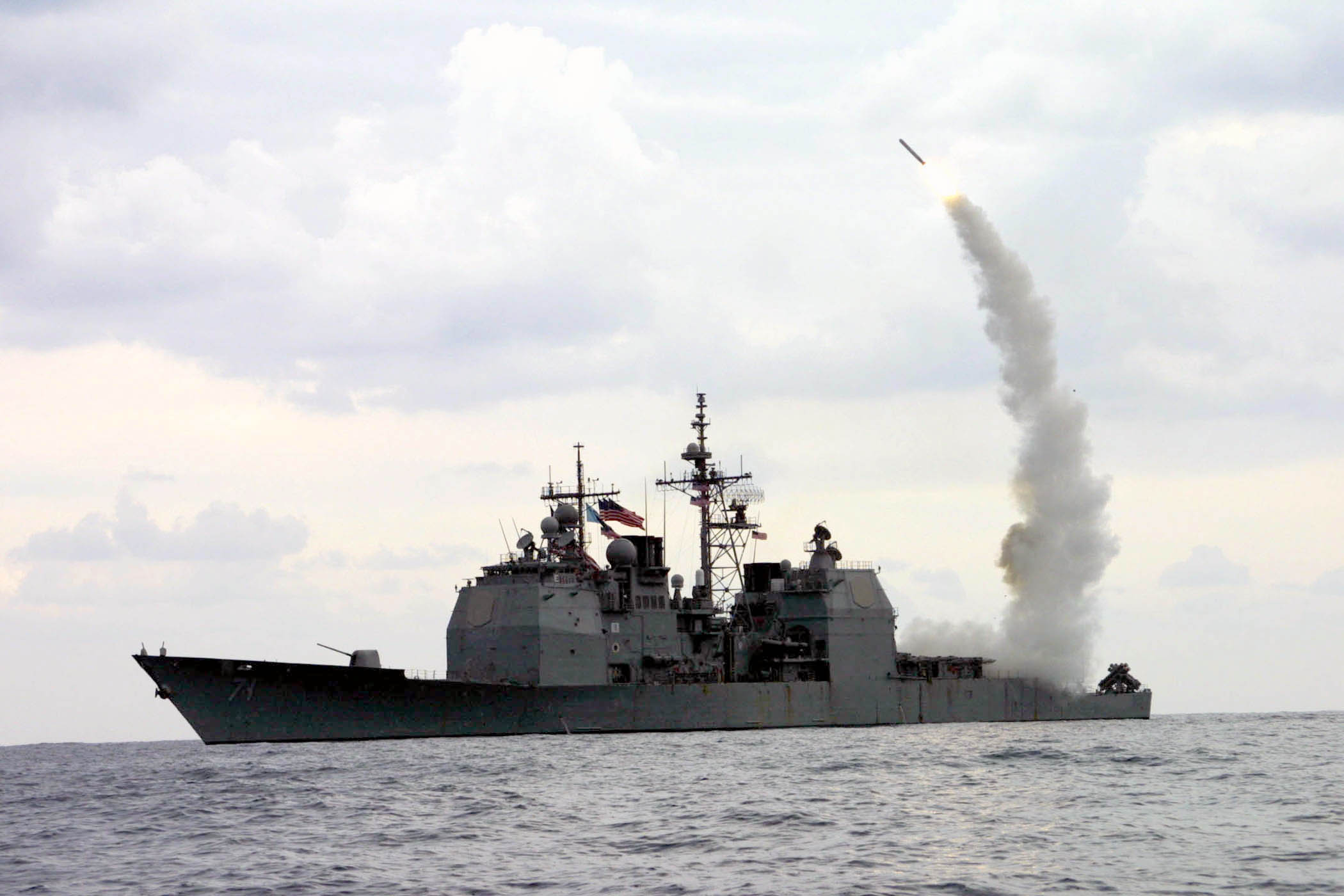
Die Cape St. George feuert einen TLAM-Marschflugkörper

Die USS Cape St. George nahm 2003 an der Operation Iraqi Freedom teil und war Plattform für den Abschuss von Marschflugkörpern BGM-109 Tomahawk auf Ziele im Irak.
Im Mai 2005 erhielt sie als erstes Kriegsschiff der Navy die Zertifizierung, nur noch digitale Seekarten verwenden zu dürfen (Voyage Management System, ein Teil des Smart Ship Projects). Seitdem wurden die ca. 12.000 Papierkarten durch 29 Computerdisks ersetzt.
Am 18. März 2006 war der Kreuzer zusammen mit dem Zerstörer Gonzalez ca. 25 Meilen vor der Küste Somalias in einen Kampf mit Piraten verwickelt. Dabei wurde ein Pirat getötet, fünf weitere Männer wurden verwundet. Diese fünf und zusätzlich sieben Piraten wurden gefangen genommen, es wurden automatische Waffen und Panzerabwehrhandwaffen beschlagnahmt.
Im Mai 2008 verlegte der Kreuzer an der Seite der Peleliu in den Westpazifik. Im September 2010 folgte eine Einsatzfahrt mit der Abraham Lincoln in den Pazifik und den Persischen Golf.
Laut Jane’s Information Group sollte das Schiff im Fiskaljahr 2013 im Rahmen von Einsparungen außer Dienst gestellt werden, was aber nicht verwirklicht wurde. Im Juni 2014 nahm die Cape St. George mit der 7. US-Flotte an der Übung Rimpac im Pazifik teil. Vom 27. Oktober bis 3. November 2014 hielt sie sich in der amerikanischen Militärbasis Yokosuka in Japan auf, um danach den Hafen Busan in Südkorea aufzusuchen. Am 16. Januar 2015 kehrte sie nach San Diego zurück.
Das Schiff wurde Anfang der 2020er Jahre grundlegend modernisiert und traf im Anschluss im April 2025 in ihrem neuen Heimathafen, der Naval Base San Diego ein; zuvor war sie in der Naval Base Everett beheimatet.